# 这一生我愿为你做的123件事
《这一生我愿为你做的123件事》是钱海燕的漫画，“淑女教唆书”系列绘本之一。2008年11月由作家出版社出版漫画用图文并茂的方式探讨与窥视都市女子的婚恋境况和花招对策，钱海燕则是中国女性漫画家，白羊座，毕业于山东大学中文系，现为济南时报编辑。